# Mengíbar
Mengíbar là một đô thị trong tỉnh Jaén, Tây Ban Nha. Theo điều tra dân số 2006 (INE), đô thị này có dân số là 9102 người.
37°56′B 4°3′T / 37,933°B 4,05°T